# Lijst van plaatsen in Noord-Ierland
Lijst van plaatsen in Noord-Ierland met meer dan 50 inwoners.

## A
Acton,
Aghagallon,
Aghalee,
Ahoghill,
Altamuskin,
Annaghmore,
Annaghmore Moss Road,
Annahilt,
Annahugh,
Annalong,
Annsborough,
Antrim,
Ardgarvan,
Ardglass,
Ardmore,
Ardress,
Ardstraw,
Armagh City,
Armoy,
Arney (Skea),
Articlave,
Artigarvan,
Artikelly,
Ashfield Gowdystown,
Attical,
Augher,
Aughnacloy

## B
Ballinamallard,
Ballintoy,
Balloo,
Ballybogy,
Ballycarry,
Ballycassidy Laragh Trory,
Ballycastle,
Ballyclare,
Ballyeaston,
Ballygalley,
Ballygawley,
Ballygowan,
Ballyhalbert,
Ballykelly,
Ballykinler,
Ballylesson,
Ballymacmaine,
Ballymagorry,
Ballymartin,
Ballymena,
Ballymoney,
Ballynahinch,
Ballynure,
Ballyrobert,
Ballyrory,
Ballyscullion,
Ballyskeagh,
Ballystrudder,
Ballyvoy,
Ballywalter,
Balnamore,
Banbridge,
Bangor,
Belcoo (Holywell),
Belfast,
Bellaghy,
Bellanaleck,
Belleek (Fermanagh),
Belleek (Newry and Mourne),
Bendooragh,
Beragh,
Blackskull,
Blackwatertown,
Bready,
Brookeborough,
Broomhill,
Broughshane,
Burnfoot,
Bushmills

## C
Caledon,
Camlough,
Campsey,
Cargan,
Carncastle,
Carnlough,
Carrickaness,
Carrickfergus,
Carrickmore,
Carrowclare,
Carrowdore,
Carryduff,
Castlecaulfield,
Castledawson,
Castlederg,
Castlereagh,
Castlerock,
Castlewellan,
Charlemont,
Clabby,
Clady (Magherafelt),
Clady (Strabane),
Cladymore,
Clanabogan,
Claudy,
Clogh,
Clogher,
Cloghy,
Clough,
Cloughmills,
Coagh,
Coalisland,
Cogry/Kilbride,
Coleraine,
Collegeland,
Comber,
Cookstown,
Corbet,
Craigarogan,
Craigavon,
Cranagh,
Crawfordsburn,
Creagh,
Creggan (Cranfield),
Creggan (Newry and Mourne),
Crossgar,
Crossmaglen,
Crumlin,
Cullaville,
Cullybackey,
Cullyhanna,
Culmore,
Culnady,
Curran,
Cushendall,
Cushendun

## D
Darkley,
Derry,
Derryadd,
Derrygonnelly,
Derryhale,
Derrylin,
Derrymacash,
Derrymore,
Derrynaflaw,
Derrytrasna,
Dervock,
Desertmartin,
Doagh,
Dollingstown,
Donagh,
Donaghadee,
Donaghcloney,
Donaghmore,
Donemana,
Dooish,
Douglas Bridge,
Downpatrick,
Draperstown,
Dromara,
Dromore (Banbridge),
Dromore (Omagh),
Drumaness,
Drumbeg,
Drumbo,
Drumintee,
Drumlough,
Drumnacanvy,
Drumnakilly,
Drumquin,
Drumraighland,
Drumsurn,
Dunadry,
Dundrod,
Dundrum,
Dungannon,
Dungiven,
Dunloy,
Dunnaval

## E
Edenaveys,
Edenderry,
Edenderry (Omagh),
Ederney,
Eglinton,
Eglish,
Enniskillen,
Erganagh,
Feeny,
Fintona,
Fivemiletown,
Florencecourt (Drumlaghy),
Foreglen,
Forkhill

## G
Gamblestown,
Garrison,
Garvagh,
Garvetagh,
Gibson's Hill,
Gilford,
Gillygooly,
Glack,
Glebe (Strabane),
Glenanne Lisdrumchor,
Glenarm,
Glenavy,
Glenmornan,
Glenoe,
Glenone,
Glynn,
Gortaclare (Moylagh),
Gortin,
Gortnahey,
Goshedan,
Grange Corner,
Greencastle (Omagh),
Greenisland,
Greyabbey,
Greysteel,
Groggan,
Groomsport,
Gulladuff

## H
Halfpenny Gate,
Hamiltownsbawn,
Helen's Bay,
Hillhall,
Hillhead Road,
Hillsborough,
Hilltown,
Holywood

## I
Inishrush,
Irvinestown

## J
Jonesborough

## K
Katesbridge,
Keady,
Kells/Connor,
Kesh,
Keshbridge,
Kilkeel,
Killadeas,
Killaloo,
Killead,
Killeen,
Killen,
Killeter,
Killinchy,
Killough,
Killowen,
Killylea,
Killyleagh,
Killywool,
Kilmore,
Kilrea,
Kilskeery,
Kinallen,
Kinawley,
Kircubbin,
Knockcloghrim,
Knocknacarry

## L
Lack,
Lambeg,
Largy,
Larne,
Laurelvale/Mullavilly,
Lawrencetown,
Legacurry,
Leitrim,
Lenaderg,
Lettershendoney,
Limavady,
Lisbellaw,
Lisburn,
Lislea,
Lisnadill,
Lisnarick,
Lisnaskea,
Londonderry,
Longkesh,
Loughbrickland,
Loughgall,
Loughgilly,
Loughguile,
Loughmacrory,
Lower Ballinderry,
Lower Broomhedge,
Lurganare,
Lurganure,
Lurganville

## M
Macosquin,
Madden,
Maghaberry,
Maghera,
Magheraconluce,
Magherafelt,
Magheralin,
Magheramason,
Magheramorne,
Magheraveely,
Maghery,
Maguiresbridge,
Markethill,
Martinstown,
Maydown,
Mayobridge,
Meigh,
Middletown,
Milford,
Mill Bay,
Millbank,
Millisle,
Milltown (Lisburn),
Milltown (Maghery),
Milltown (Waringstown),
Milltown Aghory,
Milltown (Antrim),
Moira,
Monea,
Moneyglass,
Moneymore,
Moneyneany,
Moneyslane,
Monteith,
Moss-Side,
Mountfield,
Mounthill,
Mountjoy,
Mountnorris,
Moy,
Mullaghbane,
Mullaghboy,
Mullaghbrack,
Mullaghglass

## N
Newbuildings,
Newcastle,
Newry City,
Newtownabbey,
Newtownards,
Newtownbutler,
Newtowncloghoge,
Newtownhamilton,
Newtownstewart,
Nixon's Corner

## O
Omagh

## P
Park,
Parkgate,
Pettigoe (Tullyhommon),
Plumbridge,
Pomeroy,
Portaferry,
Portavogie,
Portballintrae,
Portglenone,
Portrush,
Portstewart,
Poyntz Pass

## R
Randalstown,
Rasharkin,
Rathfriland,
Ravernet,
Richhill,
Rosslea,
Rostrevor,
Roughfort,
Rousky

## S
Saintfield,
Scarva,
Scotch Street,
Seahill,
Seskinore,
Sheeptown,
Shrigley,
Silverbridge,
Sion Mills,
Sixmilecross,
Spamount,
Springfield,
St. James,
St. Marys Terrace,
Stewartstown,
Stoneyford,
Strabane,
Straid,
Straidarran,
Strangford,
Stranocum,
Strathfoyle,
Straw,
Swatragh

## T
Tamlaght,
Tamlaght,
Tamnaherin,
Tandragee,
Tartaraghan,
Teemore,
Templepatrick,
Tempo,
The Birches,
Tobermore,
Toome,
Trillick,
Tullylish,
Tullynacross,
Tynan

## U
Upper Ballinderry,
Upperlands

## V
Victoria Bridge

## W
Waringsford,
Waringstown,
Warrenpoint,
Waterfoot,
Whitecross,
Whitehead,
Whiterock